# David Philip
David Philip (Dunfermline, 1875. május 5. – ?, 1931. július 27.) skót nemzetközi labdarúgó-játékvezető.

## Pályafutása

### Nemzeti játékvezetés
Nemzeti labdarúgó-szövetségének megfelelő játékvezető bizottsága minősítése alapján lett a Scottish Football League  játékvezetője. Küldési gyakorlat szerint rendszeres partbírói szolgálatot végzett.

### Nemzetközi játékvezetés
A Svéd labdarúgó-szövetség Játékvezető Bizottsága (JB) terjesztette fel nemzetközi játékvezetőnek, a Nemzetközi Labdarúgó-szövetség (FIFA) 1908-tól tartotta nyilván bírói keretében. A FIFA JB központi nyelvei közül a angolt beszéli. Több nemzetek közötti válogatott és klubmérkőzést vezetett, vagy működő társának partbíróként segített. A  nemzetközi játékvezetéstől 1912-ben búcsúzott. Válogatott mérkőzéseinek száma: 4.

#### Olimpiai játékok
Az  1912. évi nyári olimpiai játékok labdarúgó tornáján a FIFA JB bírói szolgálatra alkalmazta. Partbírói feladatot nem kellett ellátnia. A Svéd labdarúgó-szövetség Játékvezető Bizottsága az élvonalbeli játékvezetők közül biztosította a partbírókat.
| Időpont          | Helyszín                      | Mérkőzés típusa | Mérkőzés           | Eredmény | Nézők száma |
| ---------------- | ----------------------------- | --------------- | ------------------ | -------- | ----------- |
| 1912. június 30. | Råsunda Stadion, Solna község | 2. forduló      | Hollandia–Ausztria | 3 – 1    | 7000        |

#### Brit Bajnokság
1882-ben az Egyesült Királyság brit tagállamainak négy szövetség úgy döntött, hogy létrehoznak egy évente megrendezésre kerülő bajnokságot egymás között. Az utolsó bajnoki idényt 1983-ban tartották.
| Időpont           | Helyszín                   | Mérkőzés típusa | Mérkőzés        | Eredmény |
| ----------------- | -------------------------- | --------------- | --------------- | -------- |
| 1908. március 16. | Racecourse Ground, Wrexham | csoportmérkőzés | Wales–Anglia    | 1 – 7    |
| 1909. március 15. | Városi Stadion, Nottingham | csoportmérkőzés | Anglia–Wales    | 2 – 0    |
| 1911. február 11. | Baseball Ground, Derby     | csoportmérkőzés | Anglia–Írország | 2 – 1    |